# Ruska avangarda
Ruska avangarda bila je veliki, utjecajni pokret moderne umjetnosti u Ruskom Carstvu i SSSR-u.
Avangardna grupa slikara okupljala se oko časopisa „Mir iskustva“ (hrv. "Svijet umjetnosti) i zauzimala se za oživljavanje ruske narodne umjetnosti, a najznačajnije rezultate postigla je u scenografiji i kostimografiji.
Početkom 20. stoljeća u rusku arhitekturu stižu zapadnoeuropski utjecaji, prvo secesija, a onda funkcionalizam. Glavni pokretači ruske apstrakcije bili su Vasilij Kandinski, koji je ujedno i autor prve apstraktne slike (1910. godine) u svijetu, te M. F. Larinov i N. S. Gončarova (utemeljitelji rajonizma), a Kazimir Maljevič bio je najradikalniji od njih (začetnik suprematizma).
Začetnik konstruktivizma, najranijeg oblika apstraktne skulpture, bio je Vladimir Tatljin. Ideje konstruktivizma u Europu su pronijeli: Aleksandar Arhipenko, Antoan Pevzner i Naum Gabo.

## Sovjetski stil
Nakon Oktobarske revolucije dogodio se kratkotrajan, ali slavan pokušaj modernizacije ruske umjetnosti u kojem je avangarda postala službenim stilom. No, ubrzo su avangardni umjetnici bili šikanirani i čak zatvarani, a od 1934. godine jedini priznati likovni izraz bio je socijalistički realizam. U Rusiji su rođeni, ali su je napustili netom ili nakon Oktobarske revolucije: Aleksej Javljenski, Marc Chagall, El Lissitzky, M. F. Larionov i njegova supruga N. S. Gončarova i S. Poljakov.
U slikarstvu se veličaju kultovi Staljina, mladosti i radnika. Ideološke monumentalne spomenike, i portrete izvodila je V. I. Muhina, a u arhitekturi je prevladao stil u kojemu se veličala moć države (Lenjinov mauzolej na Crvenom trgu u Moskvi, 1924.-'30.)

## Suvremena ruska umjetnost
Sovjetski stil traje sve do raspada Sovjetskog Saveza 1991. godine kada se javlja tzv. postsocijalistički stil. Mladi naraštaj arhitekata projektira u svim stilovima postmoderne arhitekture. Razdoblje nakon 1990-ih obilježava nastanak mnogobrojnih umjetničkih grupa koje se kreću od geometrijske apstrakcije preko happeninga, land arta, konceptualne umjetnosti i instalacija (Ilja Kabakov), do hiperrealizma nadahnutog socijalističkim realizmom (tzv. Umjetnost Perestrojke).